# Ћилимарска школа у Пироту
Ћилимарска школа у Пироту је школа коју је основала Женско друштво 1907. године.

## Оснивање Ћилимарске школе
Јуна 1905. године је Женско друштво из Београда контактирало подружину у Пироту са циљем да отворе Ћилимарску школу у Пироту. Подружина у Пироту је пак одговорила да оне немају нити моћи нити пара за тако нешто. Чланице подружине су ипак 1905. године купиле разбоје како би ученице почеле да ткају ћилиме. У мају 1906. године су представнице Женског друштва из Београда дошле и разговарале са директором гимназије о изградњи радионице за ткање ћилима.
Одбор Пиротске општине је на седници 15. октобра 1906. године одлучио да им уступи плац код старе цркве ради подизања Ткачке школе и Ћилимарске радионице. Следеће године су управитељка Раденичке школе и управна чланица разговарале о надлежним пословима око оснивања Ћилимарске школе. Од Министарства привреде су добиле 4000 динара за школу. Тако је настала Ћилимарска школа у Пироту, као школа београдског Женског друштва а не пиротске подружине иако су чланице подружине биле и чланице управног одбора.
Школа је званично отворена 23. октобра 1907. године и тада је уписано 16 ученица. Свечаности су присуствовали окружни начелник, директор гимназије, цела управа пиротске подружине и грађани. На челу одбора Ћилимарске школе је био Никола Ракић а остали чланови Милан Станојевић, Љубица Пандуровић, Стевана Стевановић, Јевта Ћирић.
Женско друштво је вршило надзор на Школом па је сваког месеца долазила по једна чланица у обилазак. Касније директора школе мења надзорница. Школа је имала одличне успехе у другој години, имала је у првом разреду 14 ученица а у другом 5. Сталних ткаља је било три. Ипак, продаја производа Школе није била довољна да подмири трошкове те је Министарство народне привреде новчано помагало Школу.
Тек од 1910. године је управа Школе имала све веће приходе од продаје готове и обојене пређе за ткање другим пиротским ткаљама. Ученице су добијале део зараде, плаћало им се од 2 до 14 динара по аршину ткања. Такође је било све више и више наруџби ћилима толико да је било обезбеђеног посла у наредне три године.
Године 1911. су ученице и учитељице имале изложбу у Торину на којој је Београдско женско друштво приказало њихове производе. Учестовале су са ћилимима на изложбама и у Сарајеву, Новом Саду и Љубљани.
По угледу на ову Школу, Ћилимарске школе су почеле да се нижу у Србији, у Пожаревцу па у Сјеници.
Како би се унапредила производња ћилима, крајем маја 1914. године је Савез за професионалну наставу у Министарству привреде донело одлуку да се оснује Виша ћилимарска школа у Пироту. Због почетка рата, ова одлука није спроведена у дело никада.

## Школа у периоду од 1914-1941
После рата је Београдско женско друштво било у тешком материјалном стању те није могло да одмах успостави рад у Ћилимарској школи. Због тога су се трудиле да је што пре оспособе како би почела продаја ћилима. У Пирот су тада упућене управна чланица Јелена Марковић и Ката Ристић. Пошто нису успеле да подигну зграду школе пре 1914. године, иако су од општине добиле плац, морале су опет да изнајме зграду, али су и обновиле преговоре са општином око добијања плаца. Као учитељица је почела да ради Јока Илић Хаџић.
Године 1922. је Београдско женско друштво предало Ћилимарску школу подружини у Пироту. Пиротска подружина је Ћилимарску школу припојила Раденичкој школи која је од тада радила као Нижа женска занатска школа, отварајући још једно одељење - ћилимарско. Први успех ученица овог смера је било на изложби која је организована поводом дочека румунске принцезе Марије и венчања са краљем Александром Карађорђевићем 8. јуна 1922. године.
Током 1924. и 1925. ћилимарско одељење броји најмање ученица - свега 11 у три разреда. 
Почетак Другог светског рата је отежао околности под којима се одвија рад женског друштва те су се стога затвориле све подружине па на тај начин и школе које су водиле.